# Водна яма (радіо)

Графік непрозорості земної атмосфери для різних довжин хвиль електромагнітного випромінювання

Водна яма (англ. water hole) — особливо тиха смуга електромагнітного спектру між частотами 1420 і 1662 МГц, що відповідає довжині хвилі 18–21 см. Це популярна спостережна частота, яка використовується радіотелескопами в радіоастрономії.
Найсильніша спектральна лінія гідроксил-радикала випромінюється на довжині хвилі 18 см, а атомарного водню — на 21 см (радіолінія водню). Ці дві молекули дуже поширені в міжзоряному газі, в результаті цей газ має добре поглинає радіошуми на цих частотах. Тому спектр між цими частотами утворює відносно «тихий» канал на фоні міжзоряних радіошумів .
Бернард Олівер, який ввів цей термін у 1971 році, висунув теорію про те, що водна яма буде очевидним каналом для зв'язку з позаземними цивілізаціями, звідси й ця назва, яка є каламбуром: англійською мовою watering hole означає спільне місце для зустрічей і розмов. Кілька програм, які займаються пошуком позаземного розуму, включаючи SETI@home, працюють на радіочастотах водної ями.